# Paddlewheelita
La paddlewheelita és un mineral de la classe dels carbonats.

## Característiques
La paddlewheelita és un carbonat de fórmula química MgCa₅Cu₂(UO₂)₄(CO₃)₁₂(H₂O)33. Va ser aprovada com a espècie vàlida per l'Associació Mineralògica Internacional l'any 2018, sent publicada per primera vegada el mateix any. Cristal·litza en el sistema monoclínic. La seva duresa a l'escala de Mohs és 2.
L'exemplar que va servir per a determinar l'espècie, el que es coneix com a material tipus, es troba conservat * a les col·leccions mineralògiques del Museu d'Història Natural del Comtat de Los Angeles, a Los Angeles (Califòrnia) amb el número de catàleg: 66696.

## Formació i jaciments
Va ser descoberta al filó Klement de la mina Svornost, a Jáchymov (Regió de Karlovy Vary, República Txeca). També ha estat descrita a la mina Uranus, a la localitat de Kleinrückerswalde (Saxònia, Alemanya). Aquests dos indrets són els únics de tot el planeta on ha estat descrita aquesta espècie mineral.